# 承德公主
承德公主（?—?），高丽王朝公主。高丽睿宗之女。
承德公主是文敬太后李氏所生。嫁给了漢南伯王𣏌。王𣏌是睿宗的叔祖平壤公王基的曾孙。承德公主和王𣏌是同一个高祖父（高丽显宗）的族兄妹。高丽仁宗二年（1124年），仁宗冊封姐妹承德公主爲承德長公主。賜衣帶、匹段、金銀器、鞍馬等物。

## 亲属
- 父亲：16代王高丽睿宗（1079年—1122年，在位1105年—1122年）
- 母亲：順德王后（？—1118年）
  - 兄弟：17代王高丽仁宗（1109年—1146年，在位1122年—1146年）
    - 侄子：18代王高丽毅宗（1127年—1173年，在位1146年—1170年）
    - 侄子：19代王高丽明宗（1131年—1202年，在位1170年—1197年）
      - 侄孙（孙女婿）：22代王高丽康宗（1152年—1213年，在位1211年—1213年）

    - 侄子：20代王高丽神宗（1144年—1204年，在位1197年—1204年）
    - 侄女：興慶公主（？—1176年）
- 公公：承化伯 王禎（？—1130年）
- 婆婆：興壽宮主（？—1123年）
  - 丈夫：漢南伯 王杞
    - 长子：信安侯 王珹（？—1178年）
      - 孙女：17代王元德王后（高丽康宗第二任王妃，？—1239年）

    - 次子：王璞
    - 三子：王玶
- 姨母：廢妃 李氏（？—1139年）
- 姨母：廢妃 李氏（？—1195年）